# Ethel Waters
Ethel Waters, född 31 oktober 1896 i Chester, Pennsylvania, död 1 september 1977 i Chatsworth i Los Angeles, Kalifornien, var en amerikansk sångare och skådespelare.
Ethel Waters hörde till 1920- och 1930-talens absolut populäraste svarta artister, men hade en tuff bakgrund. Hon föddes till följd av en våldtäkt av en tolvårig flicka och växte upp under svåra och kringflackande förhållanden i Philadelphia. 
Efter att ha turnerat som sångerska och danserska inom vaudeville etablerade hon sig 1919 i New York. Hon skivdebuterade 1921 på det lilla märket Cardinal, men skiftade snart till det mer kända Black Swan där hon ofta ackompanjerades av Fletcher Hendersons orkester. Skivorna blev så stora försäljningsframgångar att till och med en del rent instrumentala inspelningar med Hendersons orkester gavs ut under namnet Ethel Waters' Jazz Masters!
Waters tidiga repertoar rörde sig främst inom bluesen, men under 1920-talets lopp utvecklades hon successivt mot en bredare repertoar av jazz och populärmusik. Utöver sina skivinspelningar framträdde hon även i olika revyer och på film, bland annat i Check and double check där hon framträdde tillsammans med Duke Ellingtons orkester. Detta gjorde Waters även i verkligheten på den berömda Cotton Club i Harlem, och här introducerade hon bland annat Harold Arlens klassiska melodi Stormy weather. Hon var också den första svarta artisten att uppträda i landsomfattande radiosändningar.
Under 1940- och 1950-talen satsade Waters mer på film- och teaterframträdanden än på den rena sångkarriären. Hon gjorde stor succé på Broadway och nominerades till en Oscar för bästa kvinnliga biroll i filmen Pinky 1949. Mot 1950-talets slut kom hon att få ett allt starkare religiöst engagemang och turnerade med väckelsepredikanten Billy Graham.